# 週刊 ブンノジ ぶんしょう堂
『週刊 ブンノジ ぶんしょう堂』（しゅうかん ブンノジ ぶんしょうどう）は、2016年10月1日から山陰放送（BSSラジオ）で放送されているラジオ番組。
山陰放送アナウンサーの板井文昭が編集人（パーソナリティ）を務めている土曜夕方の音楽情報番組。番組は毎回2・3組のゲストを迎えてのトークを実施。また月に1回、レギュラーゲストの浜田真理子を迎えてのトークを実施する。17時5分ごろにさだまさしの『風に立つライオン』を流すのが恒例になっている。
番組タイトルの表記には揺れがあり、山陰放送公式サイト内でも本項の表題通りの『週刊 ブンノジ ぶんしょう堂』表記と、間にスペースが入らない『週刊ブンノジぶんしょう堂』表記（下記外部リンク節を参照）が混在している。前者は主にラジオ番組表で用いられている。

## 放送時間
いずれも日本標準時。途中、17時10分から交通情報を、17時15分からニュースと天気予報を伝えるため、radikoではこれを中断扱いとし、2部構成としている。
- 土曜 16:00 - 17:45（2016年10月1日 - 2020年3月28日、時期不明 - 現在）
- 土曜 16:00 - 17:30（2020年4月4日 - 時期不明） - 『ときめきショッピング』の放送開始に伴い、放送枠が15分縮小。